# Sierpinski-Teppich
Der Sierpinski-Teppich ist ein Fraktal, das auf den polnischen Mathematiker Wacław Sierpiński zurückgeht und das dieser in einer ersten Beschreibung im Jahre 1916 vorgestellt hat. Es ist verwandt mit dem Sierpinski-Dreieck und dem Menger-Schwamm.

## Konstruktionsskizze

Schrittweise Konstruktion des Sierpinski-Teppichs

Aus einem Quadrat wird in der Mitte ein {\displaystyle {\tfrac {1}{9}}} der Fläche entfernt. Aus den um das Loch verbliebenen 8 quadratischen Feldern wird wiederum je ein {\displaystyle {\tfrac {1}{9}}} der Fläche entfernt und so weiter.
|         |         |         |         |         |         |
| Stufe 0 | Stufe 1 | Stufe 2 | Stufe 3 | Stufe 4 | Stufe 5 |

Die fraktale Dimension des Sierpinski-Teppichs beträgt {\displaystyle {\frac {\ln 8}{\ln 3}}\approx 1{,}8928} – insbesondere ist sein Flächeninhalt (im Lebesgue-Maß) gleich 0.
Die Konstruktion ähnelt stark der Konstruktion der Cantor-Menge, dort wird aus einer Strecke der mittlere Teil entfernt, oder dem Sierpinski-Dreieck, bei dem aus einem Dreieck der Mittelteil entfernt wird.
Die Verallgemeinerung des Sierpinski-Teppichs in 3 Dimensionen ist der Menger-Schwamm.

## Mathematische Zusammenhänge
Als klassisches Fraktal ist der Sierpinski-Teppich ein Musterbeispiel für exakte Selbstähnlichkeit: Die in jedem Schritt erzeugten Teilquadrate enthalten verkleinerte exakte Kopien des gesamten Fraktals. Eine passende Skalierung eines beliebigen quadratischen Teils des Fraktals erscheint wie das Gesamtobjekt selbst. Es ist somit skaleninvariant.
Nach {\displaystyle k} Iterationsschritten bleiben {\displaystyle 8^{k}} Teilquadrate gleicher Seitenlänge übrig und es werden {\displaystyle {\frac {8^{k}-1}{7}}} Quadrate verschiedener Seitenlänge entfernt.
Die folgende Tabelle zeigt die Anzahlen der verschiedenen Teilquadrate des Sierpinski-Teppichs nach {\displaystyle k} Iterationsschritten für {\displaystyle k\leq 4}:
| Anzahl der Teilquadrate | Anzahl der Teilquadrate | Anzahl der Teilquadrate | Anzahl der Teilquadrate | Anzahl der Teilquadrate |
| Iterationsschritt       | übriggeblieben          | neu gelöscht            | insgesamt gelöscht      | insgesamt               |
| ----------------------- | ----------------------- | ----------------------- | ----------------------- | ----------------------- |
| k                       | 8k                      | 8k − 1                  | (8k − 1) / 7            | (8k + 1 − 1) / 7        |
| 0                       | 1                       | 0                       | 0                       | 1                       |
| 1                       | 8                       | 1                       | 1                       | 9                       |
| 2                       | 64                      | 8                       | 9                       | 73                      |
| 3                       | 512                     | 64                      | 73                      | 585                     |
| 4                       | 4096                    | 512                     | 585                     | 4681                    |

### Flächeninhalt
Mit jedem Iterationsschritt verringert sich der gesamte Flächeninhalt, der am Anfang {\displaystyle A_{0}=a^{2}} beträgt, um {\displaystyle {\frac {1}{9}}}, oder anders ausgedrückt, er multipliziert sich mit dem Faktor {\displaystyle {\frac {8}{9}}}. Der Flächeninhalt des verbliebenen Sierpinski-Teppichs lässt sich als Folge darstellen: Ist {\displaystyle a} die Seitenlänge des ursprünglichen Quadrats, so gilt für die explizite Darstellung {\displaystyle A_{k}=\left({\frac {8}{9}}\right)^{k}\cdot a^{2}} und für die rekursive Darstellung {\displaystyle A_{k+1}=A_{k}-{\frac {1}{9}}\cdot \left({\frac {8}{9}}\right)^{k}\cdot a^{2}}, {\displaystyle A_{0}=1}. Er teilt sich auf {\displaystyle 8^{k}} Teilquadrate mit der Seitenlänge {\displaystyle {\frac {a}{3^{k}}}} auf. Der Flächeninhalt der übriggebliebenen Teilquadrate geht gegen 0, wenn die Anzahl {\displaystyle k} der Schritte sehr groß wird und gegen unendlich geht. Formal lässt sich das mit {\displaystyle \lim _{k\to \infty }A_{k}=\lim _{k\to \infty }\left({\tfrac {8}{9}}\right)^{k}\cdot a^{2}=0} ausdrücken.

### Zusammenhang mit dem Quadratgitter

Quadratgitter

Der Sierpinski-Teppich steht im Zusammenhang mit dem Quadratgitter, das die euklidische Ebene vollständig mit kongruenten Quadraten ausfüllt (siehe Abbildung). Dieses Quadratgitter ist spiegelsymmetrisch, punktsymmetrisch, drehsymmetrisch und translationssymmetrisch und eine sogenannte platonische Parkettierung (englisch: uniform tiling).
Das Quadratgitter ist eine feinere Zerlegung des Sierpinski-Teppichs nach dem Iterationsschritt {\displaystyle k}. Dabei werden die gelöschten Quadrate des Iterationsschritts {\displaystyle i}, deren Seitenlänge um den Faktor {\displaystyle 3^{k-i}} größer als die Seitenlänge der übriggebliebenen Quadrate ist, jeweils in {\displaystyle (3^{k-i})^{2}=9^{k-i}} kongruente Quadrate mit dieser Seitenlänge zerlegt. Das äußere Gebiet, das theoretisch ins Unendliche der zweidimensionalen Ebene geht, wird ebenfalls in solche Quadrate zerlegt. Der Sierpinski-Teppich nach dem Iterationsschritt {\displaystyle k} überdeckt ziemlich offensichtlich {\displaystyle 9^{k}} Quadrate des Quadratgitters.

## Programmierung
Das folgende Java-Applet zeichnet einen Sierpinski-Teppich mit Hilfe einer rekursiven Methode:
```
import
 
java.awt.*
;

import
 
java.applet.*
;

public
 
class
 
SierpinskiCarpet
 
extends
 
Applet

{

    
private
 
Graphics
 
graphics
 
=
 
null
;

    
public
 
void
 
init
()

    
{

        
graphics
 
=
 
getGraphics
();
 
// Erzeugt ein Grafikobjekt für das Zeichnen im Applet.

        
resize
(
729
,
 
729
);
 
// Größe des Fensters auf Breite und Höhe 3^6 = 729 setzen

    
}

    
public
 
void
 
paint
(
Graphics
 
graphics
)

    
{

        
// Rekursion starten

        
drawSierpinskiCarpet
(
0
,
 
0
,
 
getWidth
(),
 
getHeight
());
 
// Aufruf der rekursiven Methode

    
}

    
private
 
void
 
drawSierpinskiCarpet
(
int
 
x
,
 
int
 
y
,
 
int
 
breite
,
 
int
 
hoehe
)

    
{

        
if
 
(
breite
 
>=
 
3
 
&&
 
hoehe
 
>=
 
3
)
 
// Wenn Breite und Höhe mindestens 3 Pixel, dann Quadrat ausfüllen und in 8 Teilquadrate zerlegen

        
{

            
int
 
b
 
=
 
breite
 
/
 
3
;

            
int
 
h
 
=
 
hoehe
 
/
 
3
;

            
graphics
.
fillRect
(
x
 
+
 
b
,
 
y
 
+
 
h
,
 
b
,
 
h
);
 
// Quadrat ausfüllen

            
for
 
(
int
 
k
 
=
 
0
;
 
k
 
<
 
9
;
 
k
++
)
 
// for Schleife für das Zerlegen in 8 Teilquadrate

            
{

                
if
 
(
k
 
!=
 
4
)
 
// Das mittlere Teilquadrat wird nicht ausgefüllt.

                
{

                    
int
 
i
 
=
(
k
 
-
1
)
/
 
3
;
 
// Spaltenindex des Teilquadrats

                    
int
 
j
 
=
 
k
 
%
 
3
;
 
// Zeilenindex des Teilquadrats

                    
drawSierpinskiCarpet
(
x
 
+
 
i
 
*
 
b
,
 
y
 
+
 
j
 
*
 
h
,
 
b
,
 
h
);
 
// Rekursive Aufrufe der Methode für das Zerlegen des aktuellen Quadrats in 8 Teilquadrate mit 1/3 der Breite und Höhe.

                
}

            
}

        
}

    
}

}

```

## Topologie
In der Topologie betrachtet man den Sierpinski-Teppich als Unterraum des mit der euklidischen Metrik versehenen {\displaystyle {\mathbb {R} }^{2}}. Er stellt ein im {\displaystyle {\mathbb {R} }^{2}} nirgends dichtes, lokal zusammenhängendes, metrisches Kontinuum dar und gilt – zusammen mit dem Sierpinski-Dreieck – nicht zuletzt deswegen als besonders bemerkenswerter topologischer Raum.